# Берислав Рончевич
Бе́рислав Ро́нчевич (хорв. Berislav Rončević, нар. 27 грудня 1961, Боровик, Хорватія) — хорватський політик, колишній міністр внутрішніх справ Хорватії і колишній міністр оборони Республіки Хорватії.

## Короткий життєпис
Рончевич народився в селі Боровик, що нині в громаді Дренє Осієцько-Баранської жупанії Хорватії. Закінчивши Загребський університет, здобув диплом юриста. Був членом Хорватського демократичного союзу (ХДС) з 1990 року. Почав свою політичну кар'єру в лавах ХДС в місті Нашиці, після чого був партійним діячем по рідній жупанії. Працював помічником мера, а згодом і самим мером Нашиці. Був депутатом хорватського парламенту з 2000 року. Після парламентських виборів у 2003 році вступив на посаду міністра оборони Республіки Хорватії. У другому уряді Іво Санадера обійняв пост міністра внутрішніх справ Хорватії. Прем'єр-міністр Санадер звільнив його у жовтні 2008 року після ряду критичних зауважень щодо неефективної роботи поліції, а приводом послужило вбивство Івани Ходак, дочки адвоката Звоніміра Ходака та колишньої заступниці прем'єр-міністра Лєрки Мінтас-Ходак.

У грудні 2010 р. засуджений на 4 роки позбавлення волі у справі порушень під час придбання армійських вантажівок в 2004 році.

Одружений з Влаткою Рончевич (уроджена Чіндорі), з якою має чотирьох дітей: дочок Ану, Луцію, Марту і сина Міслава.